# Lac Lévesque
Le lac Lévesque est un lac d’eau douce situé dans les municipalités de Lac-des-Plages et de Saint-Émile-de-Suffolk, administré par la municipalité régionale de comté de Papineau, dans la région administrative de l'Outaouais, au Québec, au Canada.

## Géographie
Ce lac a une superficie d’environ 16,5 ha et se déverse dans la Petite rivière Rouge Est, dont il marque le début. Il est situé juste au nord du Petit lac Quesnel.

## Toponymie
Le toponyme « Lac Lévesque » a été officialisé le 27 février 1970 à la Commission de toponymie du Québec.